# 여자만세 (텔레비전 프로그램)
《여자만세》은 QTV에서 방송된 오락 프로그램이다.